# Deutsche Vereinigung für Datenschutz
Die Deutsche Vereinigung für Datenschutz e. V. (DVD), für die Webrepräsentanz auch kurz: Datenschutzverein, ist ein 1977 gegründeter gemeinnütziger eingetragener Verein mit Sitz in Bonn. Vorsitzender ist seit Oktober 2015 der selbständige Datenschutzberater Frank Spaeing.
Die DVD verfolgt das Ziel, die Interessen der Bürger in allen Fragen des Datenschutzes, der Datenverarbeitung und der Datensicherung wahrzunehmen. Dies will sie insbesondere durch Aufklärung und Beratung der Bevölkerung und durch Öffentlichkeits- und Medienarbeit erreichen. Sie arbeitet mit anderen Nichtstaatlichen Organisationen zusammen, die ähnliche Ziele verfolgen, beispielsweise mit dem Forum InformatikerInnen für Frieden und gesellschaftliche Verantwortung, digitalcourage (vormals FoeBuD) und der Humanistischen Union. Mit ihnen zusammen ist sie beteiligt an der alljährlichen Verleihung der deutschen Big Brother Awards. Die Deutsche Vereinigung für Datenschutz war Mitunterzeichnerin der gemeinsamen Erklärung des Arbeitskreises Vorratsdatenspeicherung zum Gesetzesentwurf über die Vorratsdatenspeicherung und unterstützt die Demonstrationen Freiheit statt Angst. Außerdem war sie schon mehrfach Partner von Campact, z. B. 2012 in der Kampagne gegen das Meldegesetz. Aktuell (2025) unterstützt sie die Aktion "Save Social", die u. a. mit einer Petition fordert, soziale Netzwerke als demokratische Kraft zu sichern.
Die DVD hat einen Observerstatus bei der europäischen Organisation European Digital Rights.
Der Verein bezeichnet sich selbst als „bürgerrechtlich, staatskritisch und linksliberal“.
Seit 1978 gibt die DVD die Zeitschrift Datenschutz Nachrichten (DANA) heraus.
Seit Juli 2023 betreibt sie gemeinsam mit dem Berufsverband der Datenschutzbeauftragten Deutschlands das Online-Lexikon Datenschutz-Wiki. Seit Mai 2024 erscheint auf der Webseite eine "DVD-Edition" des Blogs "Menschen, Daten, Sensationen" des BvD.